# Grand Prix de la Somme 2009
 (mars 2024).
La 24e édition du Grand Prix de la Somme a eu lieu le 18 septembre 2009. La course fait partie du calendrier UCI Europe Tour 2009 en catégorie 1.1.

## Classement final
|    | Coureur            | Pays        | Équipe                    |    | Temps           |
| -- | ------------------ | ----------- | ------------------------- | -- | --------------- |
| 1  | Yauheni Hutarovich | Biélorussie | Française des Jeux        | en | 4 h 30 min 22 s |
| 2  | Anthony Ravard     | France      | Agritubel                 |    | m.t.            |
| 3  | Nadir Haddou       | France      | Auber 93                  |    | m.t.            |
| 4  | Jérémie Galland    | France      | Besson Chaussures-Sojasun |    | m.t.            |
| 5  | Alexander Porsev   | Russie      | Katyusha Continental      |    | m.t.            |
| 6  | Frédéric Guesdon   | France      | Française des Jeux        |    | m.t.            |
| 7  | Romain Feillu      | France      | Agritubel                 |    | m.t.            |
| 8  | Fabien Bacquet     | France      | Auber 93                  |    | m.t.            |
| 9  | Andreas Dietziker  | Suisse      | Vorarlberg-Corratec       |    | m.t.            |
| 10 | Florian Vachon     | France      | Roubaix Lille Métropole   |    | m.t.            |